# Přemysl Hajný
Přemysl Hajný, född 18 december 1925 i Prag, Tjeckoslovakien, död där 24 oktober 1993, var en tjeckoslovakisk ishockeyspelare.
Han blev olympisk silvermedaljör i ishockey vid vinterspelen 1948 i Sankt Moritz.